# Меткович
Ме́ткович (хорв.  Metković ) — город в Хорватии, в юго-западной части страны, в провинции Дубровник-Неретва. Население — 13 873 человека (2001), подавляющее большинство (96 %) — хорваты.

## Общие сведения
Меткович расположен на реке Неретве, в 20 километрах от места её впадения в Адриатическое море на границе с Боснией и Герцеговиной. В 10 километрах к юго-западу находится город Опузен, в 25 километрах в том же направлении — Плоче. В 90 километрах к юго-востоку находится Дубровник, в 50 километрах к северу — боснийский город Мостар. Автомобильная дорога Мостар — Плоче, проходящая через Меткович, связывает город с одной стороны с Адриатическим шоссе, идущим вдоль хорватского побережья, а с другой стороны с Мостаром и остальной Боснией. Через город проходит железная дорога Баня-Лука — Мостар — Плоче.

## История и достопримечательности
Чуть севернее нынешнего Метковича во времена Римской империи располагался большой город Нарона, руины которого можно наблюдать по сей день. Под именем Меткович город впервые упомянут в 1420 году, своё имя он получил по имени одного из славянских племён, обитавших в нижнем течении Неретвы. Вплоть до XIX века Меткович был небольшим поселением, ориентированным на переработку сельскохозяйственной продукции из плодородной дельты Неретвы.
В XIX веке под австрийским владычеством город сильно вырос. Благодаря строительству моста через Неретву и речного порта Меткович превратился в важный транспортный узел.
В XX веке Меткович сохранял свою роль транспортного центра региона. Во время второй мировой войны и войны в Хорватии в 1990-х годах подвергался бомбардировкам.

## Персоналии
- Иван Сламниг — хорватский поэт, прозаик, литературовед и переводчик.
- Дарио Срна — хорватский футболист.